# Sevel

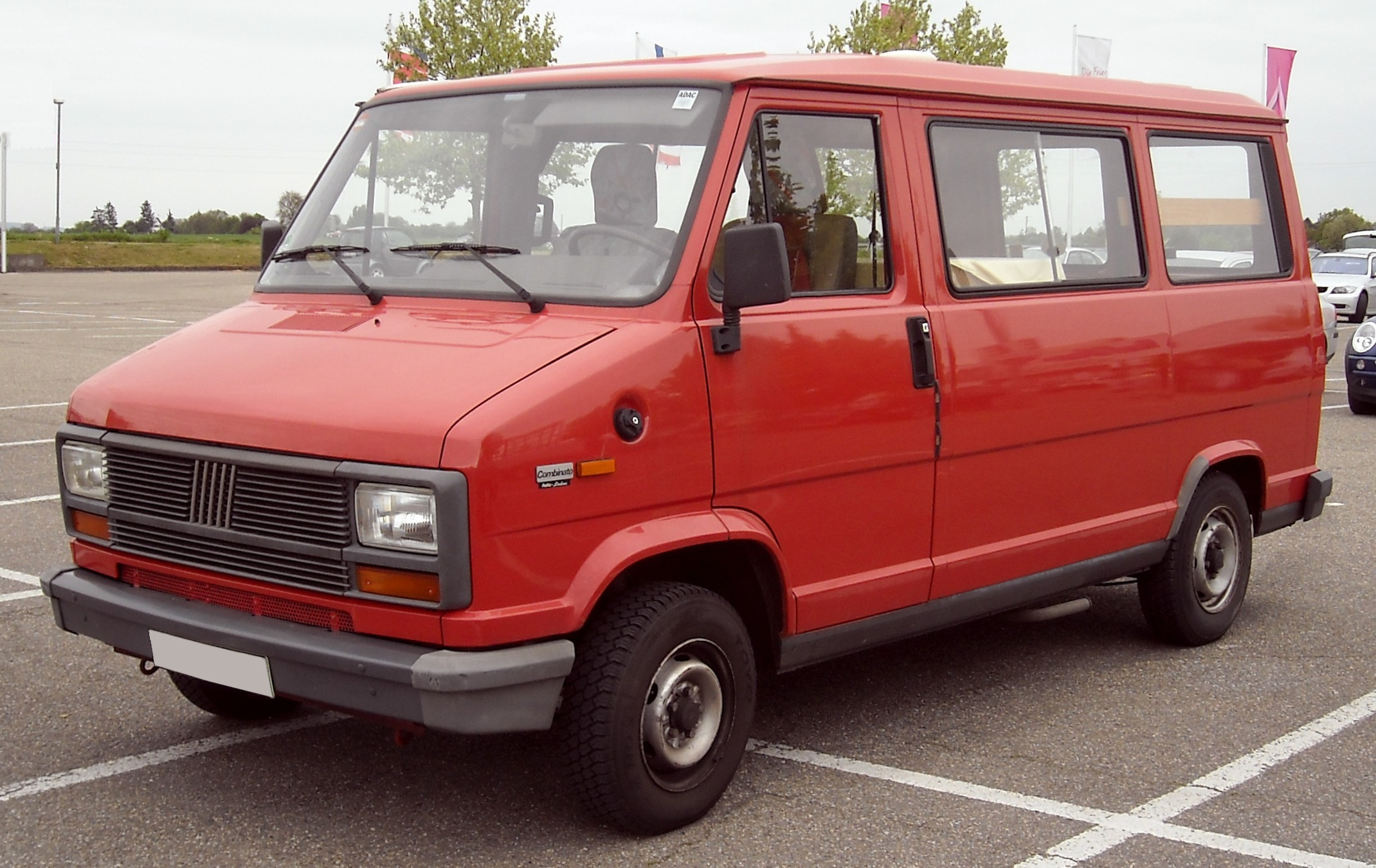
Fiat Ducato med syskonmodeller var det första fordonet som tillverkades av Sevel.

Sevel S.p.A. (akronym för Società Europea Veicoli Leggeri och Société Européenne de Véhicules Légers) är en tillverkare av lätta nyttofordon. Sevel grundades 1978 av Fiat och Groupe PSA och började sin tillverkning 1981. Från början var även Alfa Romeo, Lancia och Talbot del i samarbetet. Verksamheten är uppdelad i Sevel Sud och Sevel Nord. Sedan 2021 ingår bolaget i Stellantis.
Eurovan är de fyra minibussmodeller som kom till genom ett samriskföretag mellan PSA-gruppen, Fiat och Lancia i början av 1990-talet. De tillverkas i samma fabrik hos Sevel Nord i Frankrike.
Toyota Proace är ett resultat av ett samarbete som slöts mellan Toyota och PSA Peugeot Citroen, och tillverkas av Sevel Nord i Valenciennes.